# Aurelius Arcadius
Aurelius Arcadius (qui et Charisius) war ein nachklassischer römischer Jurist. Er wirkte um die Wende des 3. zum 4. Jahrhundert n. Chr. unter den Kaisern Diokletian und Konstantin.
Bekannt ist Arcadius vornehmlich aus sechs Fragmenten dreier monografischer Schriften, die allesamt Eingang in die justinianischen Digesten fanden. Aus den Digesten geht hervor, dass Arcadius zum Zeitpunkt der Kompilation keine einheitliche Namensbezeichnung beigelegt werden konnte. In seinem Werk De officio praefecti praetorio liber singularis nannte sich der Autor „Aurelius Arcadius Charisius“ und er war – was in der juristischen Literaturgeschichte einmalig bleiben sollte – mit Amtsbezeichnung aufgeführt, magister libellorum. Dem Einbänder De testibus liber singularis ist der Name Arcadius qui et Charisius zu entnehmen und in De muneribus civilibus liber singularis nannte er sich Arcadius Charisius. Charisius ist ein Agnomen, dessen Verwendung sich ab dem 2./3. Jahrhundert häufte. Vornehmlich betraf das Personen, die dem griechischen Kulturbereich entstammten.
Inhaltlich widmete er sich in seinen Schriften privatrechtlichen Fragen, vorzugsweise dabei den persönlichen Dienstleistungsverpflichtungen und Kreditierungsgeschäften. Öffentlich-rechtlicher Natur waren die von ihm aufgeworfenen Steuerfragen (De muneribus civilibus), also der fiskalische Rechtsbereich. Im Prozessrecht thematisierte er die Verwendung von Beweismitteln vor Gericht (De testibus). Bereits dem Titel De officio praefecti praetorio kann entnommen werden, dass sich der Autor mit der Rolle des Prätorianerpräfekten im Zeitalter der Spätantike auseinandersetzte. Insbesondere war die Frage der Anfechtbarkeit von Urteilen des Präfekten von Belang. Seit Kaiser Septimius Severus war den Prätorianerpräfekten die richterliche Zuständigkeit zugewiesen.
Die Schrift De officio praefecti praetorio gilt als wichtige Quelle für den archaisierenden Schriftsteller Johannes Lydos. Der hatte sich im 6. Jahrhundert, vornehmlich in De magistratibus („Über die Ämter des römischen Staates“), intensiv mit dem kaiserlichen Verwaltungsapparat und der Veränderung der Rolle des Prätorianerpräfekten in der Spätantike auseinandergesetzt. Die Texte Arcadius' und seine Rechtsauskünfte gelten als pragmatisch und stilistisch ansprechend formuliert, da ihm nach Auffassung der Forschung ein Hang zu dogmatischem Sendungsbewusstsein nicht nachempfunden werden könne. Sein Schreibstil sei überdies rhetorisch geschliffen.
In Anlehnung an die von Tony Honoré erstellte Liste von Libellsekretären, hier könnte Arcadius bei bestehender Restunsicherheit die Nr. 19 repräsentieren, datiert Detlef Liebs das Wirken von Arcadius in die Zeit ab Mitte der 280er Jahre. In der Zeit entstanden die bedeutsamen juristischen Werke zweier anderer Mitarbeiter Diokletians, die Kodizes Gregorianus und Hermogenianus. In Anlehnung an Franz Wieacker, schließt sich Liebs der Vermutung an, dass Arcadius noch ein Schüler Modestins gewesen sein könnte.
Die Schriften und Privatreskripte der drei Juristen Arcadius qui et Charisius, Gregorius(?) und Hermogenian dürften die letzten personalisierten Werke ihrer Art gewesen sein. In deren Zeit bereits beginnend, ging man dazu über, die Autoren – als heute Unbekannte – namentlich hinter ihren Rechtsbeiträgen zurücktreten zu lassen. In einer Übergangszeit wurden nachklassische Schriften noch Klassikern wie Paulus, Ulpian und Gaius einfach zugeschrieben, um Autorität zu vermitteln (vgl. etwa die pseudopaulinischen Sentenzen).